# Teddy Altman
Theodora Altman (znana jako Teddy) – fikcyjna postać serialu Chirurdzy, stacji ABC, odgrywana przez Kim Raver, a stworzona przez Shondę Rhimes.

## Opis postaci
Dr Altman jest kardiochirurgiem i dołącza do ekipy Seattle Grace Hospital w szóstym sezonie. Wcześniej wstąpiła do armii, pod wpływem śmierci swojej najlepszej przyjaciółki, w wyniku ataku na World Trade Center. Była w Bagdadzie, gdzie poznała majora Owena Hunta, który ściągnął ją potem do SGH (Hunt chciał by Altman była nauczycielką Cristiny). Wszyscy żołnierze podejrzewali ich, że są parą. Później okazało się, że Teddy jest wciąż zakochana w Owenie, jednak nie będzie go adorować, aby zachować przyjaźń. Atlman okazuje się znakomitą nauczycielką i Cristina jest nią zachwycona. Jest nawet gotowa zrezygnować ze związku z Owenem, aby tylko Teddy została. Dr Altman jest w bardzo dobrych kontaktach przyjacielskich z Arizoną Robbins, a także umawia się na randki z Markiem Sloanem.
W siódmym sezonie Teddy umawia się z Andrew Perkinsem. Bardzo rozpacza, kiedy dowiaduje się, że ma on wyjechać. W późniejszym czasie zaczyna leczyć śmiertelnie chorego pacjenta – Henry'ego Burtona (choruje na zespół von Hippla-Lindaua), który nie ma ubezpieczenia i nie może poddać się leczeniu. Teddy postanawia wyjść za niego za mąż. Z tego powodu musi podejmować decyzje o jego życiu lub śmierci. Henry, będąc pod wpływem leków, mówi jej, że chciałby się z nią umawiać na randki. Wkrótce potem Cristina, wbrew sprzeciwom Teddy, wykonuje operację na Callie Torres – Altman mówi Yang, że nie może jej już dalej uczyć. Niedługo potem do miasta przyjeżdża Andrew Perkins i proponuje jej, aby wyjechała z nim do Niemiec, na stałe. W finale siódmego sezonu Henry wyznaje jej, że ją kocha, i że nie chce, by wyjeżdżała. Teddy jest wówczas postawiona pod ścianą, bo nie może się zdecydować czy wyjechać z Andrew. Ostatecznie mówi mężowi, że chyba się w nim zakochuje i zostaje w SGH.
W ósmym sezonie, jej mąż nadal leczy się w SGH i postanawia iść do szkoły medycznej. W 9. odcinku, po poważnej operacji, Henry umiera.
W 23. odcinku 8 sezonu Hunt dowiaduje się, że Teddy dostała ofertę pracy w szpitalu wojskowym. Altman nie chce zostawić SGH, bo wie, że Yang najprawdopodobniej wyjedzie, a kilku lekarzy zadeklarowało już również chęć opuszczenia szpitala (Grey, Sheperd, Karev, Avery). Kobieta chce być lojalna wobec Owena oraz pomóc mu przejść przez rozstanie z Yang. Hunt chce, żeby mogła dalej się rozwijać więc zwalnia Teddy, a ta podejmuje pracę w United States Army Medical Command.